# Xian Emmers
Xian Ghislaine Emmers (Lugano, 20 luglio 1999) è un calciatore belga, centrocampista del Phoenix Rising.

## Biografia
Xian Emmers è figlio dell'ex centrocampista belga Marc Emmers, che nella sua carriera ha giocato anche in Italia, nel Perugia.
Xian è nato in Svizzera nel periodo in cui il padre ha militato nelle file del Football Club Lugano.

## Caratteristiche tecniche
Centrocampista che fa della tecnica e dell'ottima visione di gioco i suoi punti forti, Emmers è un giocatore ambidestro che esprime al meglio le sue capacità nel ruolo di regista dell'area centrale del campo. È molto abile anche nel creare spazi in cui inserirsi, trovandosi spesso in posizioni utili per calciare o fornire assist. Emmers è stato definito "rivelazione della Serie B" nell'anno in cui ha giocato per la Cremonese, ed in patria era considerato uno tra le promesse del calcio belga, insieme a Zinho Vanheusden, suo compagno di squadra all'Inter.

## Carriera
Dopo aver mosso i primi passi sul campo del KFC Hamont 99, si forma nelle giovanili di Genk prima ed Inter dopo, diventando rapidamente una pedina fondamentale nelle file della società meneghina. Qui vince da protagonista due Campionati Primavera, oltre che una Supercoppa Primavera e un Torneo di Viareggio.
Nel 2018, durante la sessione estiva di calciomercato viene mandato in prestito alla Cremonese, club militante nella Serie B italiana; nella partita casalinga contro il Benevento segna il gol della vittoria da subentrato, marcando la sua prima rete tra i professionisti.
L'anno successivo passa in prestito al Waasland-Beveren, squadra della Division 1B.
Nel 2020 viene nuovamente mandato in prestito all'Almere City, giocando per la prima volta nella Eerste Divisie.
L'estate successiva viene ceduto a parametro zero e a titolo definitivo al Roda JC, rimanendo nella seconda serie olandese. Qui gioca il suo miglior calcio dalla promozione tra i professionisti, registrando 10 reti e 8 assisti in 34 presenze.
Il 5 settembre 2022 Emmers firma un contratto di due anni per la squadra rumena del Rapid Bucarest .
In nazionale, ha giocato dal 2015 al 2017 nel settore giovanile belga.

## Statistiche

### Presenze e reti nei club
Statistiche aggiornate al 3 gennaio 2025.
| Stagione              | Squadra               | Campionato            | Campionato | Campionato | Coppe nazionali | Coppe nazionali | Coppe nazionali | Coppe continentali | Coppe continentali | Coppe continentali | Altre coppe | Altre coppe | Altre coppe | Totale | Totale |
| Stagione              | Squadra               | Comp                  | Pres       | Reti       | Comp            | Pres            | Reti            | Comp               | Pres               | Reti               | Comp        | Pres        | Reti        | Pres   | Reti   |
| --------------------- | --------------------- | --------------------- | ---------- | ---------- | --------------- | --------------- | --------------- | ------------------ | ------------------ | ------------------ | ----------- | ----------- | ----------- | ------ | ------ |
| 2018-2019             | Cremonese             | B                     | 20         | 1          | CI              | -               | -               | -                  | -                  | -                  | -           | -           | -           | 20     | 1      |
| 2019-2020             | Waasland              | D1                    | 8          | 0          | CB              | 1               | 1               | -                  | -                  | -                  | -           | -           | -           | 9      | 1      |
| 2020-2021             | Almere City           | EED                   | 16+1       | 6          | CO              | 1               | 0               | -                  | -                  | -                  | -           | -           | -           | 18     | 6      |
| 2021-2022             | Roda JC               | EED                   | 34+2       | 10         | CO              | 1               | 0               | -                  | -                  | -                  | -           | -           | -           | 37     | 10     |
| set. 2022             | Roda JC               | EED                   | 4          | 0          | CO              | 0               | 0               | -                  | -                  | -                  | -           | -           | -           | 4      | 0      |
| Totale Roda           | Totale Roda           | Totale Roda           | 40         | 10         |                 | 1               | 0               |                    | -                  | -                  |             | -           | -           | 41     | 10     |
| set. 2022-2023        | Rapid Bucarest        | L1                    | 19+5       | 1          | CR              | 3               | 2               | -                  | -                  | -                  | -           | -           | -           | 27     | 3      |
| 2023-2024             | Rapid Bucarest        | L1                    | 8+7        | 1          | CR              | 1               | 0               | -                  | -                  | -                  | -           | -           | -           | 16     | 1      |
| 2024-2025             | Rapid Bucarest        | L1                    | 9          | 0          | CR              | 3               | 1               | -                  | -                  | -                  | -           | -           | -           | 12     | 1      |
| Totale Rapid Bucarest | Totale Rapid Bucarest | Totale Rapid Bucarest | 48         | 2          |                 | 7               | 3               |                    | -                  | -                  |             | -           | -           | 55     | 5      |
| Totale carriera       | Totale carriera       | Totale carriera       | 133        | 19         |                 | 10              | 4               |                    | -                  | -                  |             | -           | -           | 143    | 23     |

## Palmarès

### Club

#### Competizioni giovanili
- Supercoppa Primavera: 1

Inter: 2017
- Campionato Primavera: 1

Inter: 2017-2018
- Torneo di Viareggio: 1

Inter: 2018